# Vern-d'Anjou
Vern-d'Anjou é uma ex-comuna francesa na região administrativa da Pays de la Loire, no departamento de Maine-et-Loire. Estendeu-se por uma área de 36,11 km². Em 2010 a comuna tinha 5 827 habitantes (densidade: 161,4 hab./km²).
Em 28 de dezembro de 2015 foi fundida com as comunas de Brain-sur-Longuenée, Gené e La Pouëze para a criação da nova comuna de Erdre-en-Anjou.